# Optime noscitis (1855)
Optime noscitis ist eine Enzyklika von Papst Pius IX., mit der er sich am 5. November 1855 an das österreichische Episkopat wandte und sich „über die Bischofsversammlungen in Österreich“ äußerte.

## Heiliger Stuhl und österreichischer Kaiser
Zunächst ging Pius IX. auf das Verhältnis zwischen dem Heiligen Stuhl und Kaiser Franz Joseph I. von Österreich ein, er beschrieb den Kaiser als einen Mann von altem Glauben und Frömmigkeit. Mit seinem kaiserlichen Dekret vom 18. April 1850 habe er die päpstlichen Forderungen und Wünsche in vollem Umfang erfüllt und somit einen großen Beitrag zum Schutz der Heiligen Katholischen Kirche geleistet. Mit diesem Rundbrief wollte Papst Pius IX. das österreichische Episkopat auf die kaiserlich-katholische Linie einschwören und legte ihnen pastorale Pflichten zur gedeihlichen Zusammenarbeit auf.

## Apostolische Pflichten
Der Papst forderte, dass sich die kirchlichen Räte an den Grundsätzen des Glaubens orientieren müssten, ihre Gemeinden unbeschadet führen müssten und großen Wert auf die Ausbildung der Priester legen sollten. Er ermutigte die Bischöfe in den Kirchenprovinzen und Diözesen Versammlungen abzuhalten, damit eine bessere Harmonie zwischen den Bereichen entstehen könne, aber auch die zivile Gesellschaft besser in das Reich der Katholischen Kirche zu integrieren.

## Zusammenarbeit
Damit eine gedeihliche Zusammenarbeit mit den Regierungen aufgebaut werden könne, empfahl Pius IX. von allen pastoralen Briefen eine Kopie an die „Kaiserliche und Apostolische Majestät“ zu übersenden. Das Gleiche gelte auch für Synodaldokumente, welche schließlich dem Gemeinwohl dienen sollen. Für die Diözesen gelte die enge Zusammenarbeit mit den örtlichen Regierungen und Ministerien. Einen besonderen Schwerpunkt legte der Papst auf die Ausbildung der Jugend und den Unterricht an Schulen, hierbei läge das Augenmerk auf der besonderen Sorge und Wachsamkeit in der Auswahl von Professoren und Lehrern.

## Kaiserliches Mitspracherecht
Mit diesem Rundschreiben räumte Pius IX., in Fragen der personellen Besetzungen von Priestern und geistlichen Führungspersonals, dem österreichischen Kaiser ausdrücklich ein Mitspracherecht ein. Der Papst bestimmte sogar, dass bei Differenzen zur personellen Besetzung für abgelehnte Kleriker eine adäquate andere Verwendung anzustreben sei. Keinesfalls, so legte er fest, solle es zu Unstimmigkeiten bei der Besetzung von Professuren und Lehrerstellen kommen, denn im Vordergrund stehe immer das Wohl der Kirche.

## Exhortatio
Die päpstlichen Abschlussworte und seine Exhortatio lauteten: „Sie haben nun das, was Ich ihnen sagen wollte gehört. Ich zweifele nicht daran, dass Sie meine Ratschläge mit offenen Ohren begrüßen und annehmen werden. Sorgen Sie dafür, dass Sie sich fleißig bemühen werden diese auszuführen … Wie Ich bereits ansprach, lobte Ich ihre Frömmigkeit und Ihren Gehorsam zum Heiligen Stuhl…Der allmächtige Gott segne Ihre pastoralen Sorgen, Pläne und Arbeiten, die am Ende unserer heiligen Religion und ihrer Glaubenslehre dienen und Ihren Diözesen ein Gedeihen schenken werden“.